# Старе Бернати
Старе Бернати (пол. Stare Biernaty) — село в Польщі, у гміні Лосиці Лосицького повіту Мазовецького воєводства.
Населення — 191 особа (2011).
У 1975-1998 роках село належало до Білопідляського воєводства.

## Демографія
Демографічна структура станом на 31 березня 2011 року:
|          | Загалом | Допрацездатний вік | Працездатний вік | Постпрацездатний вік |
| -------- | ------- | ------------------ | ---------------- | -------------------- |
| Чоловіки | 87      | 14                 | 61               | 12                   |
| Жінки    | 104     | 23                 | 55               | 26                   |
| Разом    | 191     | 37                 | 116              | 38                   |